# Fåret och hästarna
Fåret och hästarna (Avis akvāsas ka) är en fabel skriven av språkforskaren August Schleicher 1868 på det rekonstruerade språket urindoeuropeiska. Schleicher var den förste som försökte skriva en text på språket. Sedan dess har fabeln reviderats av andra språkforskare allteftersom forskningen har gått framåt och speglar därmed utvecklingen av den jämförande språkvetenskapen.

## Fabeln

### Schleicher
Schleichers första version från 1868 var mycket lik sanskrit, eftersom detta språk hade blivit känt i västerlandet i slutet av 1700-talet, och man såg egenheterna på sanskrit som de urindoeuropeiska förhållandena.
Avis, jasmin varnā na ā ast, dadarka akvams, tam, vāgham garum vaghantam, tam, bhāram magham, tam, manum āku bharantam. Avis akvabhjams ā vavakat: kard aghnutai mai vidanti manum akvams agantam. Akvāsas ā vavakant: krudhi avai, kard aghnutai vividvant-svas: manus patis varnām avisāms karnauti svabhjam gharmam vastram avibhjams ka varnā na asti. Tat kukruvants avis agram ā bhugat.
Ett får, som inte hade någon ull, såg några hästar, en som drog en tung vagn, en som bar en stor börda, en som snabbt bar en människa. Fåret sade till hästarna: ”Hjärtat gör ont för mig när jag ser en människa driva på hästar.” Hästarna sade: ”Hör, får! Hjärtat gör ont när vi ser detta: Människan, herren, gör fårens ull åt sig till en varm klädnad och fåren har ingen ull.” När det hört detta flydde fåret till fältet.

### Lehmann och Zgusta
I Winfred P. Lehmanns och Ladislav Zgustas version från 1979 används inte längre perfekt, de lade till några ord och utökade början av sagan något. Dessutom finns här ett första spår av laryngalteorin.
Gʷərēi owis, kʷesjo wl̥hnā ne ēst, eḱwōns espeḱet, oinom ghe gʷr̥um woǵhom weǵhontm̥, oinomkʷe meǵam bhorom, oinomkʷe ǵhm̥enm̥ ōḱu bherontm̥. Owis nu eḱwobh(j)os (eḱwomos) ewewkʷet: "Ḱēr aghnutoi moi eḱwōns aǵontm̥ nerm̥ widn̥tei". Eḱwōs tu ewewkʷont: "Ḱludhi, owei, ḱēr ghe aghnutoi n̥smei widn̥tbh(j)os (widn̥tmos): nēr, potis, owiōm r̥ wl̥hnām sebhi gʷhermom westrom kʷrn̥euti. Neǵhi owiōm wl̥hnā esti". Tod ḱeḱluwōs owis aǵrom ebhuget.
På ett berg såg ett får, som inte hade någon ull, några hästar, en som drog en tung vagn, en som bar en stor börda, en som snabbt bar en människa. Då sade fåret till hästarna: ”Hjärtat gör ont för mig när jag ser en människa driva på hästar.” Men hästarna sade: ”Hör, får! Hjärtat gör ont när vi ser: Mannen, herren, gör fårens ull åt sig till en varm klädnad och fåren har ingen ull.” När det hört detta flydde fåret till fältet.

### Adams
I Douglas Q. Adams version från 1997 brukas här laryngalteorin vilket gör att de a-vokalerna som använts i Schleichers text är här många utbytta mot *e-n som har färgats av en laryngal.
[Gʷr̥hxḗi] h₂óu̯is, kʷési̯o u̯lh₂néh₄ ne (h₁é) est, h₁ék̂u̯ons spék̂et, h₁oinom ghe gʷr̥hxúm u̯óĝhom u̯éĝhontm̥ h₁oinom-kʷe ĝ méĝham bhórom, h₁oinom-kʷe ĝhménm̥ hxṓk̂u bhérontm̥. h₂óu̯is tu h₁ek̂u̯oibh(i̯)os u̯eukʷét: 'k̂ḗr haeghnutór moi h₁ék̂u̯ons haéĝontm̥ hanérm̥ u̯idn̥téi. h₁ék̂u̯ōs tu u̯eukʷónt: 'k̂ludhí, h₂óu̯ei, k̂ḗr ghe haeghnutór n̥sméi u̯idn̥tbh(i̯)ós. hanḗr, pótis, h₂éu̯i̯om r̥ u̯l̥h₂néham sebhi kʷr̥néuti nu gʷhérmom u̯éstrom néĝhi h₂éu̯i̯om u̯l̥h₂néha h₁ésti.' Tód k̂ek̂luu̯ṓs h₂óu̯is haéĝrom bhugét.
På ett berg såg ett får, som inte hade någon ull, några hästar, en som drog en tung vagn, en som bar en stor börda, en som snabbt bar en människa. Då sade fåret till hästarna: ”Hjärtat gör ont för mig när jag ser en människa driva på hästar.” Men hästarna sade: ”Hör, får! Hjärtat gör ont när vi ser: Mannen, herren, gör fårens ull åt sig till en varm klädnad. Och fåren har ingen ull.” När det hört detta flydde fåret till fältet.